# Camellia multibracteata
Camellia multibracteata là một loài thực vật có hoa trong họ Theaceae. Loài này được H.T.Chang & Z.Q.Mo mô tả khoa học đầu tiên năm 1989.